# どんな結末がお望みだい?
「どんな結末がお望みだい?」（どんなけつまつがおのぞみだい?）は、ツユの楽曲。14作目のデジタル配信限定シングルとしてポニーキャニオンより2022年10月30日に各音楽配信サービスにてリリースされた。

## 概要
前作『雨模様』のリリースから1ヶ月と2日ぶりのリリースとなる楽曲。
本作は、『プロジェクトセカイ カラフルステージ! feat. 初音ミク』のユニットワンダーランズ×ショウタイムに書き下ろした楽曲となっており、2022年10月21日にゲーム内に追加されたが、2024年5月31日にぷすが殺人未遂で逮捕されたことによる社会的影響を考慮し、6月にゲームから楽曲が削除された。
ワンダーランズ×ショウタイムのミュージックビデオは10月29日に公開され、ツユによるミュージックビデオは、本作の配信開始日の翌日10月31日に、公開された。
ツユのシングル作品として唯一アルバムに収録されない楽曲となった。

## 収録内容
| #         | タイトル                    | 作詞・作曲・編曲 | 時間 |
| --------- | --------------------------- | ---------------- | ---- |
| 1.        | 「どんな結末がお望みだい?」 | ぷす             | 3:20 |
| 合計時間: | 合計時間:                   | 合計時間:        | 3:20 |